# Ахметзянов, Ильдус Ханифович
Ильдус Ханифович Ахметзянов (тат. Илдус Хәниф улы Әхмәтҗанов; род. 19 июня 1950, Татарский Кандыз, Бавлинский район, Татарская АССР, РСФСР, СССР) — советский и российский татарский актёр, мастер художественного слова, переводчик. Заслуженный артист Российской Федерации (2013), народный артист Республики Татарстан (1996), заслуженный артист Татарской АССР (1987). Лауреат Государственной премии Республики Татарстан имени Габдуллы Тукая (2000), премии комсомола Татарии имени Мусы Джалиля (1988).

## Биография
Ильдус Ханифович Ахметзянов родился 19 июня 1950 года в деревне Татарский Кандыз Бавлинского района Татарской АССР. Был седьмым ребёнком в семье из 11 детей. В возрасте 7 лет потерял отца.  Брат — Рашит (1941—1995), поэт. В юности также писал стихи.
Окончив школу, в 1968 году приехал в Казань, где прочтя собственное эссе о Г. Тукае прошёл вступительные экзамены для поступления в театральный институт в Ленинграде. В 1973 году окончил Ленинградский государственный институт театра, музыки и кинематографии, где учился в татарской студии под руководством профессора А. Яна. В том же году вернулся в Казань и был принят в труппу Татарского академического театра (в дальнейшем — Татарский государственный академический театр имени Г. Камала).
Сценический псевдоним — Ильдус Ахметзян (тат. Илдус Әхмәтҗан). Первая роль — Мирзахан в спектакле «Втроем вышли в путь» по пьесе Р. Батуллы. Будучи выучен в традициях ленинградско-петербургской театральной школы, привнёс её холодную рациональность в жизнеподобную душевно-эмоциональную манеру игры татарского театра. По отзывам критиков, отличается стремлением к полному и глубокому раскрытию характера роли, жизнеподобием, выразительностью, темпераментностью, в связи с чем смог воплотить на сцене ряд запомнившихся образов татарской драматургии. Является многоплановым актёром, начинавшим с драматических ролей, а позднее благодаря своей индивидуальности реализовался также в комедийном и гротесковом амплуа.
Имея разительное внешнее сходство с Тукаем, неоднократно играл его в телевизионных и театральных спектаклях, впервые выступив c ролью поэта в 1976 году в спектакле А. Зарипова «Дыхание весны» по С. Хакиму. Умея чувствовать природу татарского языка и обладая высокой речевой культурой в сочетании с богатой палитрой голосовых интонаций, стал известен как мастер художественного слова. В этом качестве особо выделяет для себя поэтические произведения Тукая, знает практически все его стихотворения. Является автором ряда концертных программ по стихам Тукая, представленных на различных сценических площадках, на радио и по телевидению. Также участвовал в радиопостановках произведений Р. Хариса, А. Рашита, Р. Ахметзянова, М. Агляма, Г. Баширова, Д. Дарзамана, А. Баяна, Ф. Амирхана, М. Джалиля. Занимается переводческой деятельностью, в частности, перевёл на татарский язык «Король Лир», «Антоний и Клеопатра» и «Ромео и Джульетта» У. Шекспира (последние две именно в его переводе была поставлены на сцене театра Камала).

## Общественная позиция
Активно высказывает своё личное мнение по различным вопросам. В 1990-х годах был участником татарского национального движения, в частности, в 1991 году на площади Свободы в центре Казани вместе с братом и другими активистами держал 13-дневную политическую голодовку в целях борьбы за независимость Татарстана. В 2014 году подписал открытое письмо деятелей культуры России в поддержку позиции президента России В. Путина по Украине и Крыму.

## Основные роли
Задорожный («Украденное счастье» И. Франко), Дерюгин («Светит, да не греет» А. Островского), Ферапонт («Три сестры» А. Чехова), Максим («Как звезды в небе» по М. Горькому, ревизор («Деньги для Марии» В. Распутина), Педро («Интервью в Буэнос-Айресе» Г. Боровика), Мкртыч («Ханума» А. Цагарели), Бостон («Плаха» Ч. Айтматова), Мирзахан («Втроем вышли в путь» Р. Батуллы), Дионис («Не бросай огонь, Прометей!»), Ялчыгол («В ночь лунного затмения» М. Карима), Рауф («Две невестки» Х. Вахита), Шайхель («Судьба татарки» Г.Ибрагимова), Закир («Банкрот» Г.Камала), Тукай («Мы уходим, вы остаетесь»), Рахматулла («Шесть невест, один жених» Т. Миннуллина, Бадри («Галиябану» М. Файзи, Ислам («Приехала мама» Ш. Хусаинова), Ахметзян («Зулейха» Г. Исхаки), Гадельша («Русалка — любовь моя» З. Хакима), Субра («Идегей» Ю. Сафиуллина), Диоген («Баскетболист» М. Гилязова), Субра («Рыжий насмешник и его черноволосая красавица» Н. Исанбета), Галимджан («Молодые сердца» Ф. Бурнаша).

## Награды
Звания
- Заслуженный артист Татарской АССР (1987 год)[13][2].
- Народный артист Республики Татарстан (1996 год)[11][14].
- Заслуженный артист Российской Федерации (2013 год)[33][3].

Премии
- Премия комсомола Татарии имени Мусы Джалиля (1988 год) — за исполнение роли Бостона в спектакле «Плаха» по повести Ч. Айтматова[9][14].
- Государственная премия Республики Татарстан имени Габдуллы Тукая (2000 год) — за концертные программы «Сөй гомерне, сөй халыкны» («Жизнь люби, люби Отчизну») и «Өзелгән өмет» («Разбитая надежда») по произведениям Г. Тукая[9][34].